# Campeonato Europeo de Piragüismo en Aguas Tranquilas de 2000
El III Campeonato Europeo de Piragüismo en Aguas Tranquilas se celebró en Poznań (Polonia) en el año 2000 bajo la organización de la Asociación Europea de Piragüismo (ECA) y la Federación Polaca de Piragüismo.
Las competiciones se realizaron en las aguas del lago Malta, al este de la ciudad polaca.

## Medallistas

### Masculino
| Evento    | Oro                                                                                         | Plata                                                                                         | Bronce                                                                                       |
| --------- | ------------------------------------------------------------------------------------------- | --------------------------------------------------------------------------------------------- | -------------------------------------------------------------------------------------------- |
| K1 200 m  | Alvydas Duonėla · Lituania · 36,967 s                                                       | Olexi Slivinski · Ucrania · 36,991 s                                                          | Jaime Acuña Iglesias · España · 36,999 s                                                     |
| K2 200 m  | Mykola Zaichenkov · Myjailo Luchnik · Ucrania · 33,722                                      | Ronald Rauhe · Tim Wieskötter · Alemania · 33,890                                             | Rastislav Kužel · Martin Chorváth · Eslovaquia · 33,942                                      |
| K4 200 m  | Rastislav Kužel · Martin Chorváth · Juraj Kadnár · Andrej Wiebauer · Eslovaquia · 31,618    | Mykola Zaichenkov · Myjailo Luchnik · Andri Borzukov · Olexi Slivinski · Ucrania · 31,974     | Gyula Kajner · István Beé · Vince Fehérvári · Róbert Hegedűs · Hungría · 32,106              |
| K1 500 m  | Ákos Vereckei · Hungría · 1:37,944                                                          | Mijail Kolganov Israel 1:38,400                                                               | Petar Merkov Bulgaria 1:39,144                                                               |
| K2 500 m  | Ronald Rauhe · Tim Wieskötter · Alemania · 1:29,859                                         | Radek Záruba · Pavel Holubář · República Checa · 1:30,117                                     | István Beé · Vince Fehérvári · Hungría · 1:31,269                                            |
| K4 500 m  | Jan Schäfer · Mark Zabel · Björn Bach · Stefan Ulm · Alemania · 1:21,513                    | Richard Riszdorfer · Róbert Erban · Juraj Tarr · Erik Vlček · Eslovaquia · 1:21,945           | Yevgueni Salajov · Oleg Gorobi · Anatoli Tishchenko · Andrei Shchegolijin · Rusia · 1:22,203 |
| K1 1000 m | Mijail Kolganov Israel 3:36,502                                                             | Petar Merkov Bulgaria 3:36,682                                                                | Lutz Liwowski · Alemania · 3:37,876                                                          |
| K2 1000 m | Eirik Verås Larsen · Nils Olav Fjeldheim · Noruega · 3:18,299                               | Krisztián Bártfai · Krisztián Veréb · Hungría · 3:19,199                                      | Yevgueni Salajov · Oleg Gorobi · Rusia · 3:19,349                                            |
| K4 1000 m | Jan Schäfer · Mark Zabel · Björn Bach · Stefan Ulm · Alemania · 2:58,890                    | Zoltán Kammerer · Botond Storcz · Ákos Vereckei · Gábor Horváth · Hungría · 3:00,498          | Milko Kazanov Andrian Dushev Petar Merkov Petar Sibinkich Bulgaria 3:00,846                  |
| C1 200 m  | Dmytro Sablin · Ucrania · 41,596                                                            | Andreas Dittmer · Alemania · 41,724                                                           | Martin Doktor · República Checa · 41,744                                                     |
| C2 200 m  | Paweł Baraszkiewicz · Daniel Jędraszko · Polonia · 38,533                                   | Petr Procházka · Jan Břečka · República Checa · 38,737                                        | Konstantin Fomichov · Alexandr Artemida · Rusia · 38,985                                     |
| C4 200 m  | Petr Fuksa · Jan Břečka · Karel Kožíšek · Petr Procházka · República Checa · 35,515         | Miklós Buzál · Attila Végh · Ervin Hoffmann · György Kolonics · Hungría · 35,727              | Mijail Slivinski · Dmytro Sablin · Serhi Klimniuk · Olexandr Mostovenko · Ucrania · 35,951   |
| C1 500 m  | Maxim Opalev · Rusia · 1:49,107                                                             | Andreas Dittmer · Alemania · 1:49,147                                                         | Nikolai Bujalov Bulgaria 1:50,517                                                            |
| C2 500 m  | Paweł Baraszkiewicz · Daniel Jędraszko · Polonia · 1:42,309                                 | Iosif Anisim · Ionel Averian · Rumania · 1:42,687                                             | Alexandr Kovaliov · Alexandr Kostoglod · Rusia · 1:43,941                                    |
| C4 500 m  | Pavel Konovalov · Vladislav Polzunov · Andrei Kabanov · Vladimir Ladosha · Rusia · 1:33,090 | Silviu Simioncencu · Robert Vînturiș · Gheorghe Andriev · Chiriac Marcov · Rumania · 1:33,648 | Sándor Malomsoki · Gábor Iván · Gábor Fürdök · Csaba Hüttner · Hungría · 1:33,696            |
| C1 1000 m | Martin Doktor · República Checa · 4:02,227                                                  | Andreas Dittmer · Alemania · 4:03,067                                                         | Maxim Opalev · Rusia · 4:06,637                                                              |
| C2 1000 m | Paweł Baraszkiewicz · Michał Gajownik · Polonia · 3:43,665                                  | Iosif Anisim · Ionel Averian · Rumania · 3:43,815                                             | Alexandr Kovaliov · Alexandr Kostoglod · Rusia · 3:43,869                                    |
| C4 1000 m | György Kozmann · Gábor Iván · Gábor Fürdök · György Zala · Hungría · 3:22,784               | Silviu Simioncencu · Robert Vînturiș · Gheorghe Andriev · Chiriac Marcov · Rumania · 3:23,954 | Jan Macháč · Viktor Jiráský · Petr Fuksa · Petr Netušil · República Checa · 3:24,338         |

### Femenino
| Evento    | Oro                                                                                 | Plata                                                                             | Bronce |
| --------- | ----------------------------------------------------------------------------------- | --------------------------------------------------------------------------------- | --- |
| K1 200 m  | Rita Kőbán · Hungría · 42,624 s                                                     | Josefa Idem · Italia · 42,676 s                                                   | Elżbieta Urbańczyk · Polonia · 42,824 s                                                                         |
| K2 200 m  | Beata Sokołowska · Aneta Pastuszka · Polonia · 39,306                               | Birgit Fischer · Katrin Kieseler · Alemania · 40,854                              | Beatriz Manchón Portillo · Belén Sánchez Jiménez · España · 41,210                                              |
| K4 200 m  | Katalin Kovács · Szilvia Szabó · Erzsébet Viski · Kinga Bóta · Hungría · 35,768     | Birgit Fischer · Anett Schuck · Manuela Mucke · Katrin Wagner · Alemania · 36,588 | Belén Sánchez Jiménez · Beatriz Manchón Portillo · Ana María Penas · Izaskun Aramburu Balda · España · 36,816   |
| K1 500 m  | Rita Kőbán · Hungría · 1:51,584                                                     | Katrin Wagner · Alemania · 1:52,824                                               | Elżbieta Urbańczyk · Polonia · 1:54,094                                                                         |
| K2 500 m  | Beata Sokołowska · Aneta Pastuszka · Polonia · 1:40,150                             | Katalin Kovács · Kinga Bóta · Hungría · 1:40,348                                  | Birgit Fischer · Katrin Kieseler · Alemania · 1:42,616                                                          |
| K4 500 m  | Birgit Fischer · Anett Schuck · Manuela Mucke · Katrin Wagner · Alemania · 1:31,755 | Katalin Kovács · Szilvia Szabó · Erzsébet Viski · Rita Kőbán · Hungría · 1:31,895 | Belén Sánchez Jiménez · Beatriz Manchón Portillo · Ana María Penas · Izaskun Aramburu Balda · España · 1:34,895 |
| K1 1000 m | Josefa Idem · Italia · 4:04,210                                                     | Kinga Bóta · Hungría · 4:04,744                                                   | Manuela Mucke · Alemania · 4:06,777                                                                             |
| K2 1000 m | Birgit Fischer · Katrin Kieseler · Alemania · 3:44,434                              | Ágnes Szádovszky · Erzsébet Viski · Hungría · 3:48,058                            | Beata Sokołowska · Aneta Pastuszka · Polonia · 3:48,358                                                         |

## Medallero
| Núm. | País            | Oro | Plata | Bronce | Total |
| ---- | --------------- | --- | ----- | ------ | ----- |
| 1    | Alemania        | 5   | 7     | 3      | 15    |
| 1    | Hungría         | 5   | 7     | 3      | 15    |
| 3    | Polonia         | 5   | 0     | 3      | 8     |
| 4    | República Checa | 2   | 2     | 2      | 6     |
| 5    | Ucrania         | 2   | 2     | 1      | 5     |
| 6    | Rusia           | 2   | 0     | 6      | 8     |
| 7    | Eslovaquia      | 1   | 1     | 1      | 3     |
| 8    | Israel          | 1   | 1     | 0      | 2     |
| 8    | Italia          | 1   | 1     | 0      | 2     |
| 10   | Lituania        | 1   | 0     | 0      | 1     |
| 10   | Noruega         | 1   | 0     | 0      | 1     |
| 12   | Rumania         | 0   | 4     | 0      | 4     |
| 13   | Bulgaria        | 0   | 1     | 3      | 4     |
| 14   | España          | 0   | 0     | 4      | 4     |
|      | TOTAL           | 26  | 26    | 26     | 78    |